# نصف‌النهار ۹۲ درجه غربی
نصف‌النهار ۹۲ درجه غربی ۹۲مین نصف‌النهار غربی از گرینویچ است که از لحاظ زمانی 6ساعت و 8دقیقه با گرینویچ اختلاف زمانی دارد.
این نصف‌النهار از قطب شمال شروع و از مناطق زیر گذشته و به قطب جنوب ختم می‌شود.
- کانادا
- ایالات متحده آمریکا
- اقیانوس آرام